# Balık ezmesi

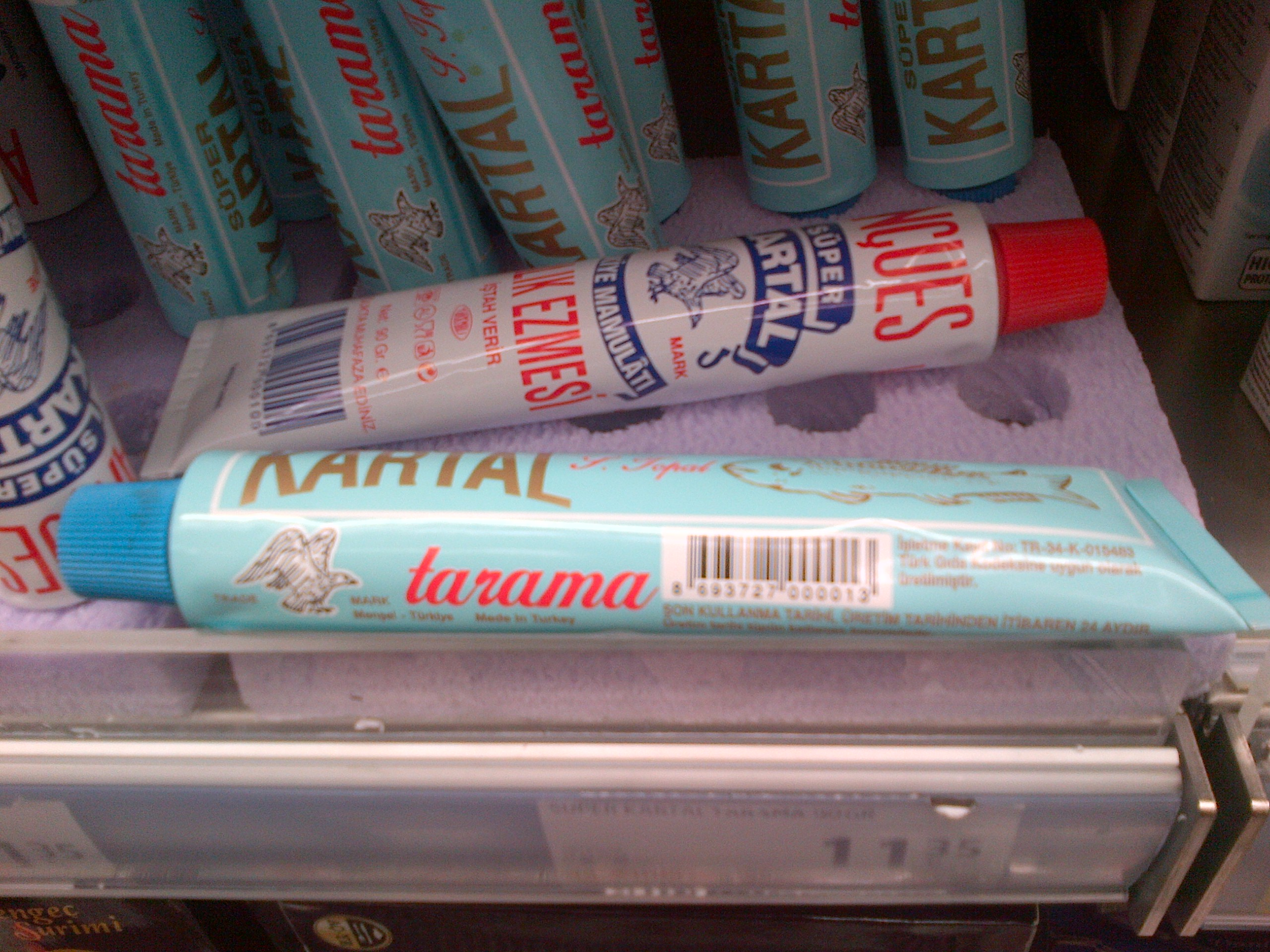
Tarama (delante) i paté de peix (darrera) en un supermercat de Turquia.

Balık ezmesi és un paté de peix en turc.
A la cuina turca, el paté de peix es fa amb mantega i carn de l'aladroc, bis i sardines. Balık ezmesi és un component de l'esmorzar, o més aviat de l'hora del te. Es menja sobre el pa o el pa torrat i també es pot consumir com un meze. Les receptes casolanes d'este meze inclouen, com a ingredients, peix en conserva, formatge crema, cogombres confitats, suc de llimona, all, sal i pebre negre.